# Ringweg van Timișoara
De Ringweg van Timișoara is een ringweg om de Roemeense stad Timișoara, die wordt vooral gebruikt door vrachtverkeer. De Roemenen zijn van plan om bij het uitbreiden van de autosnelweg A1, die zich bij Timișoara zal opsplitsen, ook de ringweg om te bouwen tot autosnelweg. De maximumsnelheid zal er dan 110 km/h zijn. 

## Secties
1. Calea Lugojului - Calea Aradului (12,6 km, in aanbouw)
2. Calea Aradului - Calea Șagului (gepland)
3. Calea Șagului - Calea Lugojului (geen financieringen)

## Financieringen
De planning van het eerste deel begon al in 1997. Financieringen en technische assistentie werden gevonden bij de Japanse regering. De constructie begon op 8 januari 2003. 
Financieringen voor het tweede deel werden gevonden bij de Italiaanse regering, de districtsraad van Timiș en de lokale raad van Timișoara. De Europese Unie heeft er ook plannen mee.